# Muhafazat Musandam
Muhafazat Musandam – półeksklawa Omanu i muhafaza w północnej części półwyspu Musandam, nad cieśniną Ormuz. Od reszty kraju oddziela ją terytorium Zjednoczonych Emiratów Arabskich. Zajmuje powierzchnię 1800 km². Siedzibą administracyjną jest Chasab.
Według spisu powszechnego z 2010 roku liczba mieszkańców wynosiła 31 425 osób, a wedle informacji centrum statystyk Omanu, w 2016 roku zamieszkiwało tam 42 865 osób. 
Muhafaza dzieli się na cztery wilajety. 
- Chasab
- Bucha
- Diba al-Baja
- Madha